# Jean La Rose
Jean La Rose (geb. 6. Mai 1962) ist eine Umweltaktivistin der Arawak und Aktivistin für die Rechte der Indigenen in Georgetown, Guyana. Sie wurde 2002 mit dem Goldman Environmental Prize ausgezeichnet für ihren Kampf gegen Bergbau in ihrem angestammten Gebiet sowie ihren Kampf um die vollen Rechte er Einwohner auf ihr traditionelles Land und den Schutz der Wälder von Guyana.
Sie ist Executive Director der Amerindian Peoples Association. La Rose schloss sich 1994 der Organisation an, die 1991 gegründet worden war. Sie arbeitete unter anderem mit Oxfam.
La Rose bezeichnet ihre Arbeit als „Schutz der Umwelt in einem ganzheitlichen Ansatz“ („preserve the environment in a wholesome way“). Sie sagt: „Wir wollen unsere Landwirtschaft machen, wir wollen unsere Kulturstätten erhalten. Wir wollen unsere Sprachen erhalten. Wir können noch immer viele dieser Dinge erhalten, wenn Recht und Politik uns beschützen“ („We want to do our farming yes, We want to preserve our cultural sites. We want to preserve our languages. We can still preserve many of these things if legislation and policy protects us“).

## Leben
Jean La Rose wurde im North West District von Guyana geboren und besuchte die Rosa Roman Catholic School (Santa Rosa Primary). Dann erhielt sie ein Stipendium für die South Georgetown Secondary School, wo sie 1974 ihren Abschluss machte. Sie arbeitete in der Bibliothek der Universität Guyana, bis sie 1991 ein Stipendium für ein Bachelor-Studium in Geschichte erhielt. 1992 nahm sie Teil an dem Programm International Cooperative Human Rights Training Programme der Canadian Human Rights Foundation in Quebec und 1998 an einem Kurs zu Indigenous Rights in the International System (Indigenen-Rechte im Internationalen System), organisiert durch das International Training Centre for Indigenous Peoples in Grönland. Diese Programme gaben La Rose das Wissen um die Schwächen des Amerindian Act for Protecting Indigenous People einschätzen zu können.
In Guyana koordinierte sie 1994 eine Unterschriftenkampagne um ein Moratorium zu Holzfäller-Konzessionen bei einer Versammlung der Weltbank vorzubringen, sowie andere Bemühungen im Kampf um die „Reduzierung der Effekte und Einschläge von Bergbau auf indgene Gemeinschaften, zur Überarbeitung des Amerindian Act , zur Reform der Verfassung von Guyana, um dort die Rechte von Indigenen und Umweltrechte einzuarbeiten, das Beal Aerospace Project im Gebiet des Waini Rivers zu widerrufen, den Kaieteur National Park Act zu verbessern, um dort das Nutzungsrecht für die Patamona festzulegen, und die Rechte der Amerindianer bei der Gründung von neuen Schutzgebieten zu berücksichtigen.“ („reducing the effect and impact of mining on indigenous communities, reviewing the Amerindian Act, reforming the Constitution of Guyana to include indigenous and environmental rights, renouncing the Beal Aerospace Project in the Waini area, amending the Kaieteur National Park Act to encompass right of occupation and use for Patamona people, and ensuring Amerindian rights in the establishment of protected areas.“) 1998 arbeitete sie mit Gemeinschaften der Amerindianer um einen Prozess um Landbesitz zu führen. Die Amerindians erhielten Land nach der Verfassung von Guyana, zerstörerische Bergbauaktivitäten in den angrenzenden Gebieten verschmutzen jedoch die Wasserversorgung der Amerindians.
La Rose wurde 1999 als Stellvertretende Vorsitzende der Kommission zur Verfassungsreform gewählt. Als Ergebnis wurde eine Indigenous Peoples Commission und der Verfassungsartikel 149 G geschaffen.
2017 arbeitete LA Rose mit Indigenen Gemeinschaften der größeren karibischen Region um eine Gruppe vergleichbar zu der Vereinigung der lateinamerikanischen Länder zu bilden.